# Liste der Kulturdenkmäler in Horbach (Westerwald)
In der Liste der Kulturdenkmäler in Horbach sind alle Kulturdenkmäler der rheinland-pfälzischen Ortsgemeinde Horbach aufgeführt. Grundlage ist die Denkmalliste des Landes Rheinland-Pfalz (Stand: 21. Dezember 2021).

## Denkmalzonen
| Bezeichnung          | Lage                                                 | Baujahr         | Beschreibung | Bild            |
| -------------------- | ---------------------------------------------------- | --------------- | --- | --------------- |
| Denkmalzone Ortskern | Backesweg 4, Hauptstraße 17, 19, 22, 24, 26, 28 Lage | 18. Jahrhundert | Dorfkern um die katholische Kirche bei der Abzweigung von Hauptstraße und Wiesengrund, offen mit trauf- und giebelständigen Einfirstanlagen und Wohnhäusern bebaut, überwiegend Fachwerkbauten aus dem 18. Jahrhundert | Fotos hochladen |

## Einzeldenkmäler
| Bezeichnung                             | Lage                | Baujahr                  | Beschreibung                                                                                                   | Bild                           |
| --------------------------------------- | ------------------- | ------------------------ | --- | ------------------------------ |
| Wohnhaus                                | Backesweg 4 Lage    | 18. Jahrhundert          | Fachwerkhaus, teilweise massiv, Krüppelwalmdach, 18. Jahrhundert                                               | Fotos hochladen                |
| Wohnhaus                                | Hauptstraße 17 Lage | 1514                     | Fachwerkhaus, bezeichnet 1514, Zierfachwerk jedoch aus dem 17. oder 18. Jahrhundert, Niederlass um 1900 erhöht | Fotos hochladen                |
| Katholische Filialkirche St. Laurentius | Hauptstraße 19 Lage | 1923                     | Bruchsteinsaal, bezeichnet 1923                                                                                | weitere Bilder Fotos hochladen |
| Wohnhaus                                | Hauptstraße 26 Lage | 17. oder 18. Jahrhundert | Fachwerkhaus mit Niederlass, teilweise massiv, 17. oder 18. Jahrhundert                                        | Fotos hochladen                |